# S/S Kuru

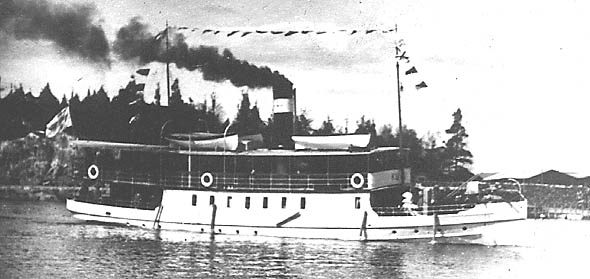
Vaporaşul Kuru

Kuru a fost un vaporaș cu aburi care s-a scufundat la 7 septembrie 1929 în lacul Näsijärvi, lângă Tampere, Finlanda.
Evenimentul este cel mai sever dezastru naval care a avut loc vreodată în apele interioare finlandeze. Și-au pierdut viața  136 persoane (exista surse ca ar fi murit 138 persoane). 
Pe vas erau 150 pasageri și 12 membri ai echipajului.
Vasul a fost răsturnat de vântul puternic — 8 Beauforts (17-20 m/s), mai ales că în 1927 vasului i s-a mai adăugat un etaj, ceea ce a dus la modificarea centrului de greutate. 
Epava a fost scoasă la suprafață în același an și reparată, deoarece suferise doar daune minore. Au fost modificate și anumite părți ale suprastructurii pentru a stabiliza centrul de greutate. 
Vasul a fost în serviciu până în anul 1939.